# 町田瑠唯
町田 瑠唯（まちだ るい、1993年3月8日 - ）は、日本の女子バスケットボール選手、実業家である。北海道旭川市出身でバスケットボール女子日本リーグの富士通レッドウェーブに所属。背番号10。ポジションはガード。背番号13。162cm。札幌山の手高等学校卒業。

## 人物
札幌山の手高校では3年次の2010年に主将としてインターハイ・国体・ウィンターカップの三冠に導いた。
卒業後の2011年、富士通に加入。ルーキーシーズンの2011-12シーズンは、レギュラーシーズン27試合に出場し、1試合平均3.3アシストを記録。Wリーグルーキー・オブ・ザ・イヤー受賞。
Wリーグ2014-15シーズンは、アシスト数でリーグ1位の成績を残し、リーグベスト5に初選出された。富士通にとって7シーズンぶりのファイナル進出にも貢献。2021-22シーズン終了までにベスト5を4回受賞、アシスト1位は5回達成している。
2023年9月に株式会社RUIを設立し、代表取締役社長に就任。オリジナルファッションブランドの展開、アスリートのマネジメント、スポーツコンサルティング業務などを行う。

## WNBA
2022年2月14日、WNBAのワシントン・ミスティクスとの契約締結が発表された。Wリーグ2021-22シーズンのプレーオフ・ファイナル終了まで富士通でプレーした後、4月23日に渡米して25日に入団会見を行った。27日にプレシーズンマッチに初出場。
5月6日、本拠地でのインディアナ・フィーバー戦にて1Qに途中出場し、日本人4人目のWNBA出場を果たした。11日のラスベガス・エーシズで初めてスターターで出場した。レギュラーシーズン全36試合に出場し、1試合平均1.8得点、2.6アシストを記録した。ワシントンは5位でプレイオフに進出し、4位のシアトル・ストーム戦と対戦した1回戦に町田も出場したが、2連敗で敗退となった。

## 経歴
- 札幌山の手高校 - 富士通（2011年〜） - ワシントン・ミスティクス（2022年）

## 日本代表歴
- 高校3年生時の2010年にU-18アジア選手権に出場し、準優勝。
- 富士通加入後の2011年、U-19世界選手権7位　ベスト5とアシスト王に輝いた[10]。
- 2014年、若手選手中心で構成された日本代表に選出され、仁川アジア大会で銅メダルを獲得した。
- 2015年 アジア選手権[11]優勝 - インド戦で16アシストを記録している。
- 2016 リオデジャネイロオリンピックベスト8
- 2017 FIBAアジアカップ優勝 - 1試合平均18.2分の出場で5得点、5.2アシスト。決勝のオーストラリア戦は32分出場で7得点、9アシストを記録した。
- 2018 FIBAワールドカップ9位
- 2019 FIBAアジアカップ優勝 - 1試合平均16.2分の出場で2.8得点、4.6アシストを記録した。
- 2020 FIBA東京2020オリンピック予選大会
- 2021  東京オリンピック準優勝
  - 全6試合スターターで出場し、日本初のオリンピック準優勝メンバーとなった。1試合平均25.6分の出場で7.5得点と全選手中1位の12.5アシストを記録し、オールスターファイブに選出された（トータルのアシストは75本だったのに対し、ターンオーバーは15本だった）[12]。予選リーグ3試合目のナイジェリア戦では20分間の出場で、1996年アトランタオリンピックでテレサ・エドワーズが記録したオリンピック記録に並ぶ15アシストを記録した[13]。さらに、準決勝のフランス戦は約27分の出場で、オリンピック1試合個人アシスト新記録の18アシストを記録した[14]。

## 受賞歴

### 国内大会
- Wリーグ
  - ベスト5（2014-15、2017-18、2018-19、2019-20、2021-22）
  - アシスト1位（2014-15、2017-18、2018-19、2019-20、2020-21、2021-22）
  - ルーキー・オブ・ザ・イヤー（2011-12）
- 皇后杯全日本選手権
  - ベスト5（2019）

### 国際大会
- U-19世界選手権ベスト5（2011）
- 東京2020オリンピック オールスター5（2021）

### その他
- 旭川市民栄誉賞（2019）